# 高瑾
高瑾（1936年8月8日—），原名高克勤，是台灣著名的越劇女演員，也是高瑾越劇團團長，越劇范派傳人之一。以精湛的演技和深厚的功底，在越劇界享有盛譽，尤其擅長小生角色，贏得了廣大戲迷的喜愛和尊敬。
高瑾擁有卓越的藝術才華和深厚的戲曲功底，表演風格獨具特色，融合了范派、徐派、尹派三位大師的風格，用聲音和技藝將這些經典流派的特色糅合成一種全新的藝術表達。嗓音既響亮又甜美，唱腔寬厚流暢，既展現了華麗的技巧，也保持了質樸的韻味。在舞台上光彩奪目，更在推動越劇藝術的發展和傳承方面做出了卓越的貢獻，使高瑾成為了一位德藝雙馨的藝術家，對中國傳統文化藝術的創新和傳承具有深遠的影響。

## 經歷
1951年，高瑾進入上海的戲劇學校，專攻小生角色。期間得到男班名師金喜棠與女班名伶屠杏花、竺素娥的親授，奠定了堅實的基本技能。完成學業後，加入了少壯越劇團演出《春草》等越劇。在此期間，范瑞娟大師收其為徒，教授《梁祝》等經典劇目。1950年代初，作為新銳力量，被派往支援天津市越劇團，並主演了《梁祝》、《孔雀東南飛》、《盤夫索夫》等多部作品。
1965年，高瑾從天津遷至澳門，再轉移到香港。1966年底，前往台灣，創立了「高瑾越劇團」，致力於越劇的振興。1968年12月15日，「今日世界育樂中心」正式開幕，由當時的教育部文化局局長王洪鈞揭幕，該中心「十二金釵」王美、谷青、沈雪珍、姜鳳書、姜竹華、柳芳、楊麗花、茅青萍、高瑾、紫蘭、甄秀儀、蘇翠蘭共同剪綵。1981年，台北市浙江同鄉會於台北市中山堂中正廳舉行春節團拜暨第六屆第二次會員大會。該活動邀請高瑾越劇團進行演出，表演節目包括《白蛇傳》中的「斷橋」一折以及《梁祝》。此次活動旨在慶祝春節，並促進浙江同鄉之間的聯誼與交流。

## 唱腔特色
高瑾承襲了范派(范瑞娟)的唱腔技巧，也擅長於徐派(徐玉蘭)和尹派(尹桂芳)的演唱方法。她的嗓音既響亮又甜美，唱腔寬厚流暢，既展現了華麗的技巧，也保持了質樸的韻味。在舞台上，她成功地融合了范派、徐派、尹派三位大師的風格，用聲音和技藝，將這些經典流派的特色糅合成一種全新的藝術表達。無論扮演小生或旦角，高瑾都能以高超的演技和唱功獲得觀眾的讚賞，被譽為「多面手」和「全能演員」。在傳承中尋求創新，每一次的演出都力圖對角色有更深的理解和表達，達到新的藝術高度。
為了感念師恩，高瑾將自己的原名高克勤改為范玉芳，「范玉芳」這個名字有著獨特的象徵意義。“范”取自范瑞娟，象徵著她在范派唱腔方面的深厚造詣和對恩師的尊敬；“玉”源自徐玉蘭，代表她在徐派藝術上的卓越表現；“芳”則來自尹桂芳，標誌著她在尹派表演技巧上的精湛掌握。這樣的命名方式，是對三位大師的崇高致敬和感激之情。范玉芳這個名字，體現了高瑾對三位大師藝術精神的傳承與發揚，也蘊含著她對恩師們的無限感激和對藝術的不懈追求。

## 戲劇演出
高瑾主演了包括《梁祝》、《牛郎織女》、《龍鳳花燭》、《三看御妹》、《打金枝》、《春香傳》、《余賽花》、《紅樓夢》、《寶蓮燈》、《盤夫索夫》、《盤妻》、《春草》等多部作品。在《紅樓夢》的《葬花》與《焚稿》篇章中，高瑾飾演林黛玉，而在《金玉良言》與《哭靈》篇章中扮演賈寶玉也表現出色，獲得了「演什麼像什麼」的讚譽。
高瑾擅長的「范派」戲碼如《梁祝》和《寶蓮燈》，「徐派」戲碼如《紅樓夢》和《追魚》，以及「尹派」戲碼如《何文秀》和《盤妻索妻》，展示了高瑾在不同戲曲流派中的廣泛才華和深厚功力。

## 電視／電影
高瑾主演的四個著名折子戲——《追魚》、《樓台會》、《盤夫》、和《打金枝》——被香港邵氏電影公司改編成電影，這一舉動突出了在傳統戲劇藝術中的才能，也標誌著高瑾的表演藝術成功跨入電影領域。高瑾在《寶蓮燈》中飾演劉彥昌被改編成電視，在香港麗的電視台播出後，獲得了「新派越劇」的稱號。這不僅肯定了高瑾對越劇藝術的創新貢獻，也顯示了在推廣傳統文化方面的成就。
同時，高瑾創立了香港「高瑾越劇團」並擔任團長，陸續在香港電視台播出《梁祝》、《紅樓夢》、《追魚》等戲劇，極受歡迎，因此成為紅極一時的越劇明星。這些作品不僅豐富了香港的文化生活，也對越劇的普及和發展做出了重要貢獻。高瑾來台灣後的《梁祝》和《紅樓二尤》演出，又再次被譽為「新派越劇」，並在台灣引起轟動。這一系列的成就展示了高瑾在戲劇藝術上的卓越才華和在推動中國傳統文化藝術創新和傳承方面的重要作用。

## 藝術貢獻
為慶祝建國七十年，台北市政府舉辦了台北市藝術季。地方戲劇部分特別邀請了高瑾越劇團在實踐堂演出越劇《三看御妹》，以代表浙江地方戲劇的精髓。1983年，高瑾越劇團在國父紀念館演出了《王魁負桂英》。據悉，此次演出在唱腔、配音、燈光、佈景等各方面都有新的創舉。1993年11月18日至11月30日，在《國家戲劇院》及《臺北市立社會教育館》，高瑾越劇團與中國浙江小百花越劇團聯合演出《梁祝》、《紅樓夢》。同年，高瑾成立了台灣「中國越劇學會」，並擔任理事長。在任期間，積極推動越劇文化，為增進海峽兩岸的越劇文化交流作出了重要貢獻。
1998年，大陸廣西桂劇團來台，與高瑾越劇團聯合演出，旨在促進兩岸戲劇文化交流。這次聯演不僅展示了兩岸戲劇藝術的精髓，更加深了兩岸藝術家的交流與合作。
高瑾在越劇藝術上的成就與貢獻，既是越劇發展的重要見證，也深刻影響了這一藝術形式的傳承。她的努力與奉獻，使得越劇文化得以延續並發揚光大。

## 出版品
| 出版品          | 簡介 |
| --------------- | --- |
| 越劇精選DVD系列 | 由公共電視出版, 錄製1993年於國家戲劇院舉辦之專場演出DVD。第一集《紅樓夢》(上)，第二集《紅樓夢》(中)，第三集《紅樓夢》(下)，第四集《梁山伯與祝英台》(上)，第五集《梁山伯與祝英台》(下)。 |

## 演出時間表
| \| 年份 \| 地點 \| 活動 \| \| ------ \| ---------- \| ------------------------------------------------------------ \| \| 1993年 \| 國家戲劇院 \| 高瑾越劇團與中國浙江小百花越劇團聯合演出《梁祝》、《紅樓夢》 \| \| 1993年 \| 社教館 \| 高瑾越劇團與中國浙江小百花越劇團聯合演出《梁祝》、《紅樓夢》 \| |            |                                                              |
| 年份 | 地點       | 活動                                                         |
| 1993年 | 國家戲劇院 | 高瑾越劇團與中國浙江小百花越劇團聯合演出《梁祝》、《紅樓夢》 |
| 1993年 | 社教館     | 高瑾越劇團與中國浙江小百花越劇團聯合演出《梁祝》、《紅樓夢》 |

## 外部連結
- 高瑾越劇團 （页面存档备份，存于）

- 高瑾的Facebook專頁 （页面存档备份，存于）

- 主要題名:反共藝人高瑾公演越劇 （页面存档备份，存于）（數位典藏與數位學習聯合目錄）台灣電影文化公司／事件時間:19670/021-19670/023／出品時間:放映日期：1967/03
- 投奔自由的三位反共女藝人王金鳳、高瑾、夏萍來台參加金馬獎（國家文化記憶庫2.0） （页面存档备份，存于）